# Ugyops longiceps
Ugyops longiceps är en insektsart som beskrevs av Frederick Arthur Godfrey Muir 1931. Ugyops longiceps ingår i släktet Ugyops och familjen sporrstritar. Inga underarter finns listade i Catalogue of Life.